# Adriana Dragomir
Adriana Dragomir (ur. w 1949 w Bukareszcie) – rumuńska florecistka, brązowa medalistka mistrzostw świata.
Podczas mistrzostw świata w Hamburgu w 1978 roku Rumunki w składzie: Suzana Ardeleanu, Viorica Țurcanu, Magdalena Chezan, Marcela Moldovan-Zsak i Adriana Dragomir zdobyły brązowy medal w zawodach drużynowych. Był to jedyny medal wywalczony przez Dragomir w zawodach tego cyklu.
Nigdy nie wzięła udziału w igrzyskach olimpijskich.